# Tom Harrell

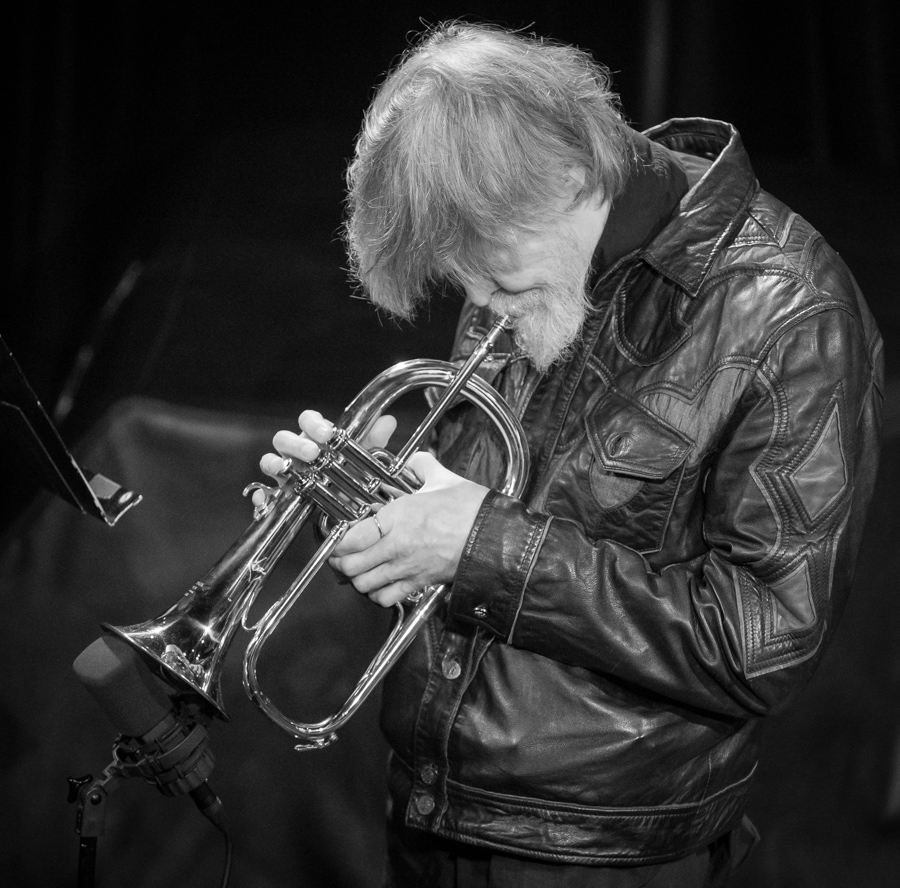
Tom Harrell (2017)

Tom Harrell (ur. 16 czerwca 1946 w Urbanie, Illinois) – amerykański trębacz i kompozytor jazzowy.
Naukę gry na trąbce rozpoczął w wieku ośmiu lat. Wkrótce przeprowadził się do San Francisco Bay Area, gdzie w wieku 13 lat związał się z miejscowym zespołem.
W 1969 ukończył kompozycję na Stanford University i wstąpił do Stan Kenton’s Orchestra z którą występował i nagrywał do roku 1969. Po opuszczeniu Kentona grał z bandem Woody’ego Hermana (1970–1971), Azteca (1972), Horace Silver Quintet (1973–1977), Sam Jones big band, Lee Konitz Nonet (1979–1981), George Russellem, Mel Lewis Orchestra (1981) i z Charlie Haden’s Liberation Orchestra.
Nagrywał z takimi muzykami jak: Bill Evans, Dizzy Gillespie, Ronnie Cuber, Bob Brookmeyer, Lionel Hampton, Bob Berg, Bobby Shew i wieloma innymi. W latach 1983–1989 był najważniejszym członkiem Phil Woods Quintet z którym koncertował na całym świecie, a także zrealizował wiele nagrań.
Od 1989 kieruje własnymi zespołami – najczęściej kwintetami, lecz także niekiedy big bandami. Pojawia się we wszystkich ważniejszych klubach jazzowych i na festiwalach oraz nagrywa pod własnym nazwiskiem dla takich wytwórni jak: Pinnacle, Blackhawk, Criss Cross, SteepleChase, Contemporary Records, Chesky, and RCA.
Cierpi na schizofrenię paranoidalną.

## Dyskografia
- Visions (1987)
- Stories (1988)
- Form (1990)
- Passages (1991)
- Upswing (1993)
- Labyrinth (1996)
- Time’s Mirror (1999)
- Paradise (2001)

## Nagrody i wyróżnienia
- Entertainment Weekly (najlepszy album jazzowy roku)
- Nominacja do nagrody Grammy (za album Time’s Mirror)